# Sinh vật hoang dã ở Oman

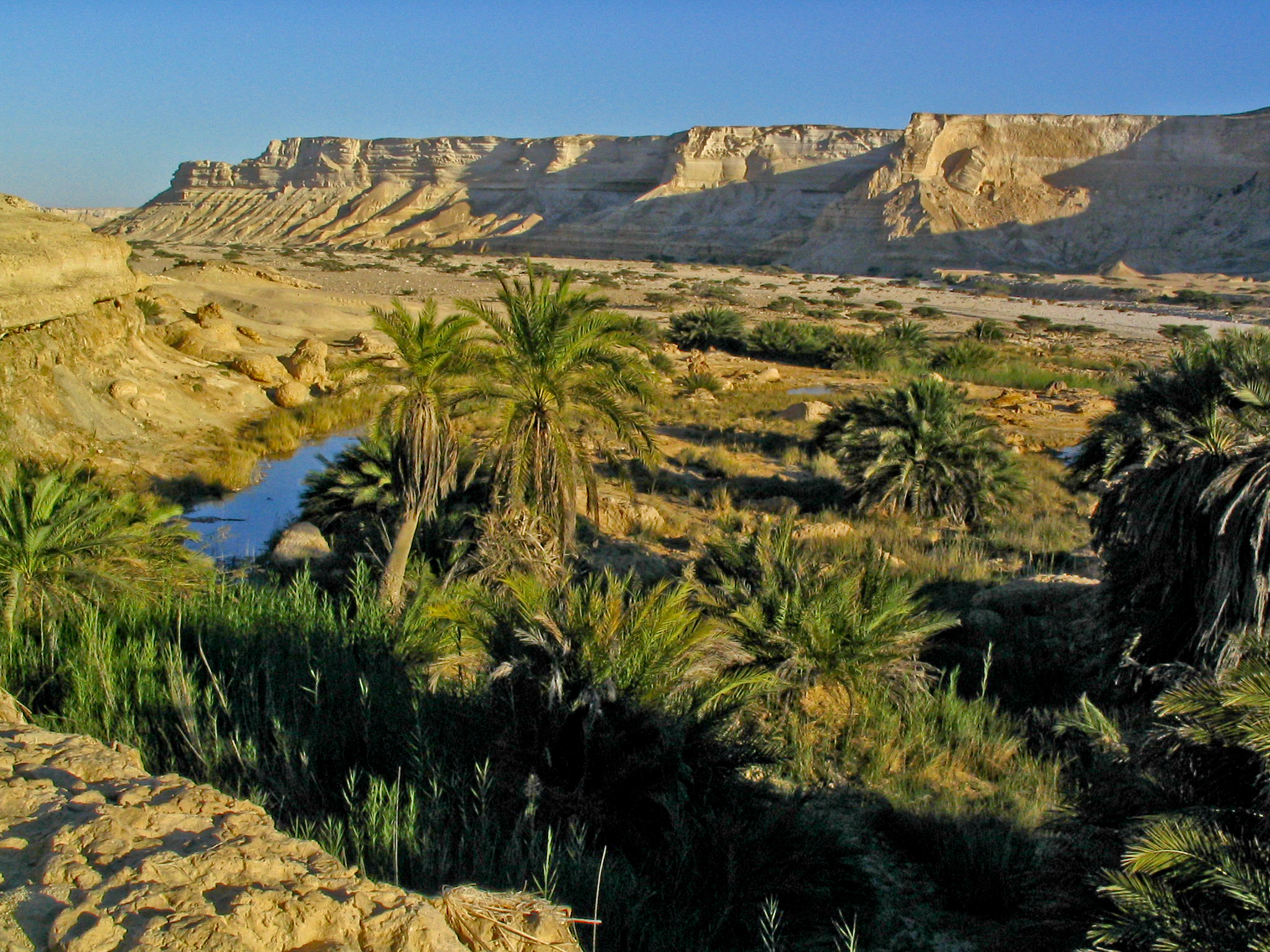
Ốc đảo trong một cảnh quan sa mạc ở Oman

Sinh vật hoang dã ở Oman là hệ thực vật và động vật của đất nước này ở góc đông nam bán đảo Ả Rập với bờ biển ở vịnh Oman và biển Ả Rập. Khí hậu nóng và khô, ngoại trừ bờ biển phía đông nam, và đất nước này có nhiều môi trường sống khác nhau cho các loài hoang dã ở vùng đồi núi, thung lũng, sa mạc, đồng bằng ven biển và bờ biển.

## Địa lý

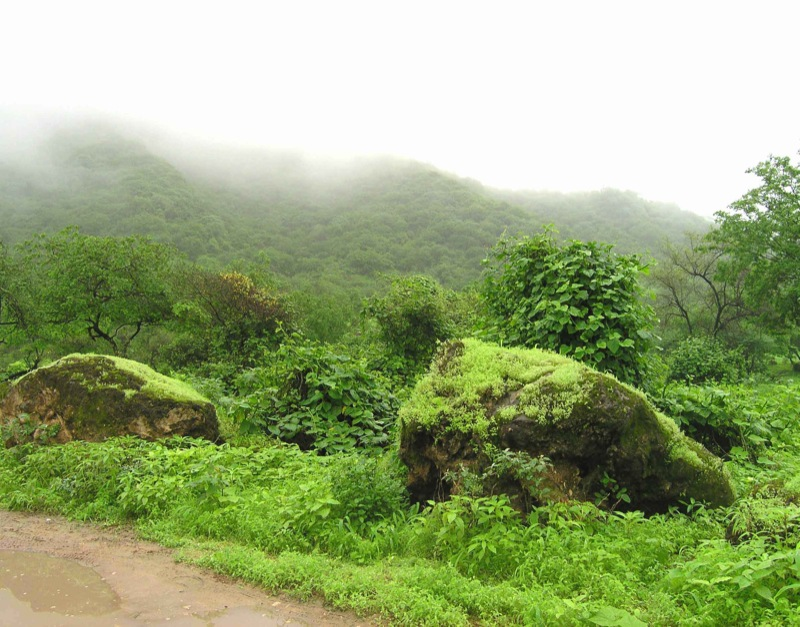
Những ngọn núi phủ đầy sương mù ở miền Nam Oman

Phía bắc của đất nước là một phần đất nhỏ tách ra với một bờ biển gồ ghề cạnh Eo biển Hormuz. Đây là bán đảo Musandam và được tách ra khỏi phần còn lại của Oman do một phần của Các Tiểu Vương quốc Ả Rập Thống nhất. Vùng ở phía bắc của phần chính của Oman là núi, dãy núi Al Hajar đạt gần 3.000 m (10.000 ft). Chúng chạy song song với bờ biển Vịnh Oman, với một đồng bằng ven biển hẹp ở giữa. Điều này được vượt qua bởi một số wadis (lòng sông) và có một số ốc đảo. Trung tâm Oman bao gồm một vùng đất được bao bọc về phía tây bởi sa mạc Rub 'al Khali của Ả-rập Xê-út. Đường bờ biển ở miền đông và miền nam Oman là cằn cỗi. Ở phía nam của đất nước ở tỉnh Dhofar, các dãy núi chạy theo hướng đông-tây và bao gồm Jabal Samhan và Jabal al Qamar.
Khí hậu nói chung rất nóng, với nhiệt độ tăng lên đến 40 °C (104 °F) hoặc nhiều hơn vào giữa mùa hè. Khoảng 25 cm (10 in) mưa rơi hàng năm ở dãy núi Al Hajar ở phía bắc nhưng phần lớn đất nước này rất khô, ngoại trừ vùng duyên hải phía đông nam ẩm ướt và bị ảnh hưởng bởi khareef, gió mùa đông nam kéo theo mưa và sương mù đến các vùng duyên hải. Vào mùa hè, thời tiết trên toàn bán đảo Ả Rập là rất tĩnh với hệ thống thời tiết áp suất thấp ổn định trên khu vực. Suất phản chiếu thấp ở bên trong sa mạc làm nóng lên và không khí nóng tăng lên, nhưng độ ẩm thấp đến nỗi không có đám mây hình thành. Tuy nhiên, bụi bặm đã lơ lửng tạo nên những điều kiện sương mù thường thấy ở đây.

## Thực vật
Hơn bốn trăm loài thực vật đã được ghi nhận ở miền đông Arabia. Nổi tiếng nhất có lẽ là Boswellia sacra, chỉ phát triển ở vùng núi phía nam Oman, Yemen và phía bắc Somalia..Mặc dù nhiều phần của bờ biển là đá, vùng đồng bằng ven biển thuộc vùng Al Batinah và vùng Dhofar được rải rác với những đồi cát và đầm nước mặn. Ở đây những cây thích muối mọc sum sê và những loài ưu thế bao gồm Zygophyllaceae, Limonium và Mấm ổi. Nhiều loài thực vật chịu muối của Al Batinah khác với những loài ở bờ biển phía Nam, và các loài thực vật như Salsola drummondii, Bienertia cycloptera và Salsola rosmarinus cũng được tìm thấy ở vùng Irano-Turania.
Ở phía nam nước này, lượng mưa gió mùa tạo ra sự giàu có của thực vật không có trong vùng khô cằn hơn.